# 黑色

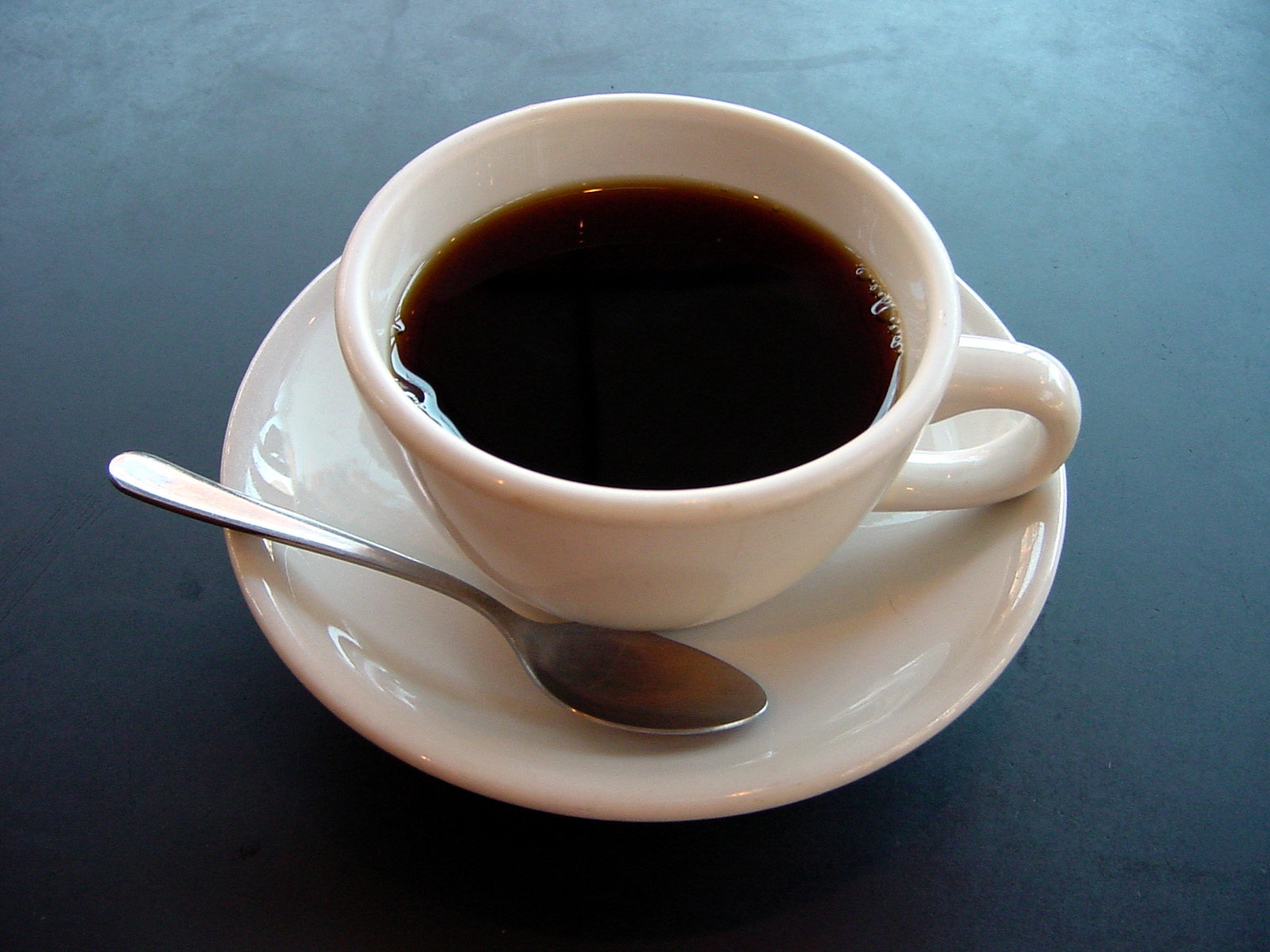
一杯黑咖啡

黑色，或烏色，是最暗的顏色，是可見光缺乏或完全吸收的結果。在不同文化中，黑色具有多種意義。

## 颜色和光
黑色可以定义为没有任何可见光进入视觉范围，和白色正相反，白色是所有可见光光谱内的光都同时进入视觉范围内。颜料如果吸收光谱内的所有可见光，不反射任何颜色的光，人眼的感觉就是黑色的。如果将三原色的颜料以恰当的比例混合，使其反射的色光降到最低，人眼也会感觉为黑色。所以黑色既可以是缺少光造成的（漆黑的夜晚），也可以是所有的色光被吸收造成的（黑色的瞳孔）。黑體具有較好的吸收性能（光和熱），此原理被用於太陽能熱水器。
目前人类制作的最黑的物质是用碳纳米管制作的。梵塔黑通过碳纳米管之间的间隙来吸收光，利用不规则的表面降低反射率，使表面能吸收99.9%的可见光，总反射率只有0.045%。这种物质可用于制造隐形武器。

## 人类学
“黑色”也用来形容黑色人种，其实黑种人的肤色并不是黑色，只是深棕色，皮肤中含有黑色素较多，相对的白种人的肤色也不是纯白色，只是黑色素相对较少而已。

## 文化含义
在西方文化，黑色一般代表贬义，如：
- 黑色的日子，表示凄惨、悲伤、忧愁的日子，像“黑色星期五”；
- 黑色在绘画、文学作品和电影中常用来渲染死亡、恐怖的气氛；
- 黑色是哀悼的颜色，人们常穿黑色衣服参加西方傳統喪礼。

在中国文化，黑色代表，如
- 在中国传统文化的四象之一玄武，根据五行学说，它是代表北方的灵兽，形象是黑色的龟与蛇（或龟蛇），代表的季节是冬季。道教中后将玄武人格化为玄武神（又稱玄天上帝、真武大帝）加以崇拜。宋、元對玄武神皆崇奉之。明時在武當山大興土木，祭奉玄武神。
- 在中国文化中，黑色是北方的象征，代表“水”，五色之一。

但有时黑色也有褒义，如：
- 在时装界，黑色代表稳定、庄重的样式；
- 口语中，“新黑色”代表最新时尚潮流；「黑馬」代表原不被看好但獲得成功者；
- 在财经方面，“黑字”代表出超，证明没有欠债。

黑色还代表“秘密”、“隐蔽”、“邪惡”、“非法”和不确定的，如：
- 黑社会，是指地下隐蔽的犯罪组织；
- “黑箱”是指一个没有信息散发出来的系统。
- 黑车，指非法营运车辆。
- 「黑金」在台灣政治上常被用來形容來路不明的錢財，通常是來自於貪污，但在某些場合，「黑金」也會只是意指黑色的值錢事物，通常最常用來形容石油。

在其他文化中，黑色有不同的意义，如：
- 在肯尼亚的馬賽人心目中，黑色是代表阴云密布，雨季到来，因此象征繁荣和生命；
- 在伊斯蘭世界，黑色是黑旗精神的傳承及象徵；
- 在彝族人中，贵族宣称自己和普通人不同，骨头是黑色的，因此黑色代表高贵，黑彝是贵族，白彝是奴隶；
- 在德国，黑色代表保守派的党派，如“基民盟”、“巴伐利亚基社盟”等；
- 在新西兰黑色代表国家橄榄球队，因为他们的球衣都是黑色。
- 在中文口語中，黑色常意指被忽略、被排除在視線焦點之外，例如形容一個人不得上司認可為「黑掉了」。
- 在中國大陸，「黑」和「迷」、「亲」是相對的，「迷」「亲」（或粉絲）指支持者和愛好者，那「黑」(英語Hater音譯)就是指反對者和討厭者。[來源請求]
  - 切黑就是指的反對者和討厭者。
  - 牛黑就是指的反對者和討厭者。
  - 豆黑就是指的反對者和討厭者。
- 在動漫同人用語當中，「腹黑」一詞往往用以指稱內心邪惡、表裡不一的角色。
- 在中文口語中，「黑心」亦可指沒良心道德的人，如「黑心商品」即可指不良商人製造出的商品。
- 在中文口語中，「黑仔」亦可指事事倒楣的人，而演員姜皓文也因膚色黝黑而被暱稱「黑仔」。
- 在中文口語中，“黑”亦指代网络攻击（hacking）。
- 在服裝上，黑色被認為能把目光分散到四周較光亮的範圍，從而達至視覺上「纖瘦」的效果，潮流應用比如有2000年代中後期起女士大量穿著黑色襪褲或黑色連褲襪[2]。

此外黑色还用于：
- 无政府主义的旗帜是全黑色旗；
- 法西斯主義暨納粹主義的象徵顏色（或褐色）；
- 海盗传统用黑色上有白骷髅图案的旗帜；
- “黑洞”是光线不能逃逸出来的星体；
- 汽车越野赛时，黑旗表示车子陷住了；
- 台球比赛时，在“斯诺克”黑球是七分球，是分數最高的球；在美式桌球(8號球)，黑球是最后第八球。
- 在西方占星术中，黑色的镜子和水晶球都是巫师算命的工具。
- 黑色在电阻色碼中代表0（數字、乘冪），但不使用於誤差。
- 京剧脸谱中，黑色一般代表正直、无私、刚直不阿的人物形象，如包拯。
- 黑色在標記色彩標準中被用作文字和記號的顏色。
- 在温和的语境中，黑也有细节，详细，周密的意思。
- “皂”也有黑色的意思，本作「皁」[3]；相对的则是“素”（白色）。例如把代表黑色意思的“皂”用于青红皂白、皂衣（黑衣。泛指秦汉时官员所着用的黑色衣装，后降为下级官吏的服装）等词语；所以「不分青紅皂白」意思是「不分是非黑白」，和肥皂無關。
- 在傳統的中國舞獅文化當中，黑色的獅頭是不友善和想打架的代表。
- 在2019年香港反對逃犯條例修訂草案運動中，黑色衫褲是支持反修例人士/示威者的常用服裝。

## 颜色代码
- 网页颜色 = #000000
- RGB紅綠藍光系統 =（紅0, 綠0, 藍0）
- CMYK四色印刷系统：
  - （正常印刷） = （青0, 品红0, 黄0, 黑100）
  - （理论上）   = （青100, 品红100, 黄100, 黑0）
- HSV系統 = 無論原色和飽和度，任何亮度0的代碼都是黑色

## 相關顏色
- 白色